# 乌克兰第1空中机动师
第1空中机动师（羅馬化：1-sha aeromobilna dyviziya   ) 是乌克兰空降突击军下辖的一支空中机动师。

## 历史
1993年5月5日，乌克兰国防部下令在博尔赫拉德由第98近卫空降师组成第1空中机动师；由第217近卫空降团组成第25空降旅；由第299近卫空降团组成第45空中机动旅。
1993年6月5日，第1空中机动师宣誓效忠于乌克兰。
1993年12月1日，第1空中机动师组建完毕。
2002年5月至7月间，第1空中机动师下辖的第25空降旅的驻地移动至第聂伯罗彼得罗夫斯克州近衛軍村。
2003年，第1空中机动师因乌克兰军队改革撤销。

## 结构
截至2001年1月1日，第1空中机动师下辖： 
- 第25空降旅
- 第45空中机动旅
- 第27机械化旅
- 第91炮兵团
- 第5独立反坦克营
- 第615独立防空营
- 第32独立信号营
- 第95独立战斗工兵营
- 第857独立战斗后勤支援营
- 第356独立支援营
- 第160独立维修营

## 指挥官
- 奥莱·巴比奇少将（1993–1998）
- 沙米尔·库里耶夫少将（2001）[3]
- 阿图尔·霍本科上校（2002–2003）